# Anthony Pons

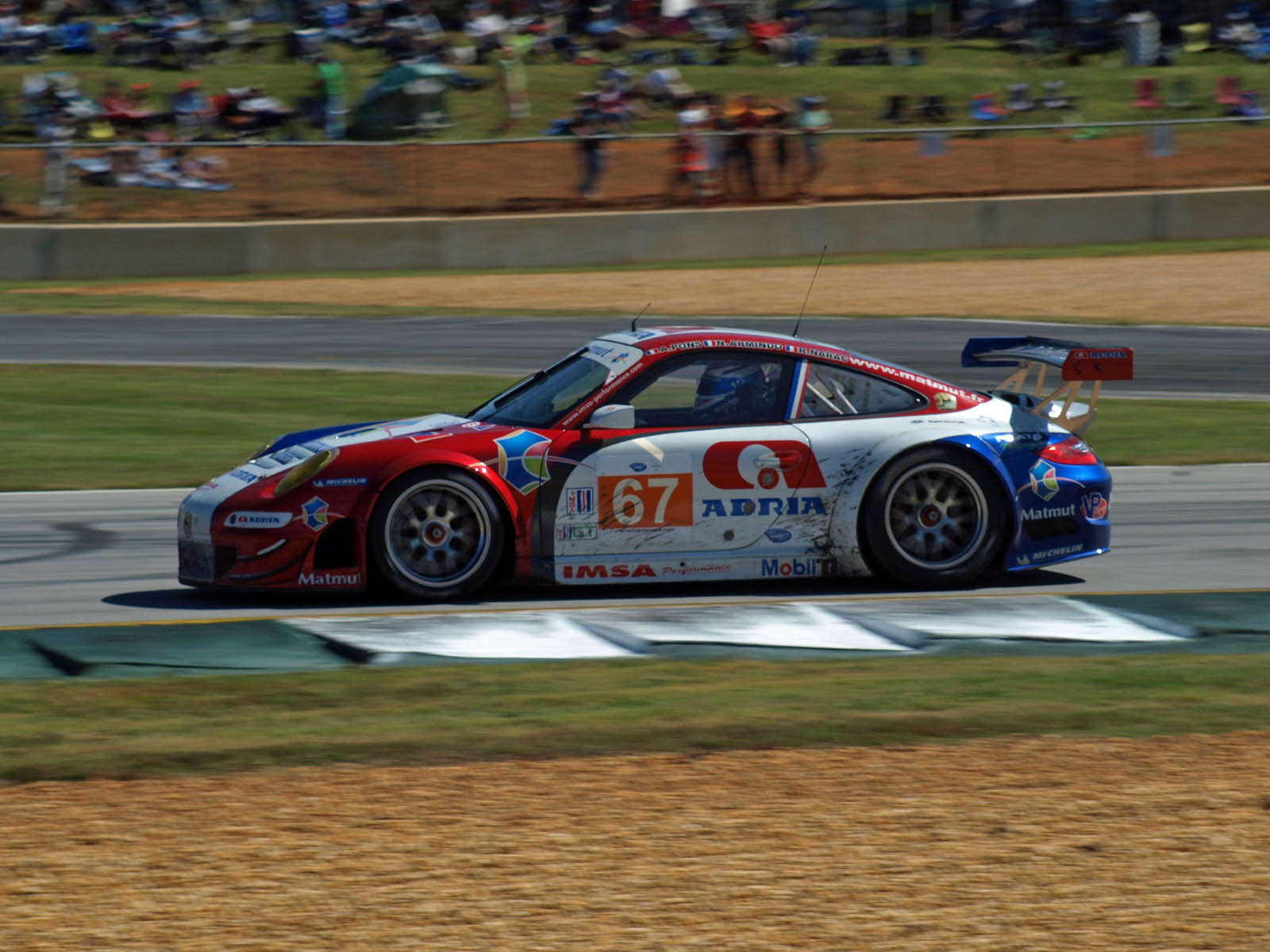
Der IMSA-Performance-Matmut-Porsche 997 GT3-RSR, mit Anthony Pons am Steuer beim Petit Le Mans 2012

Anthony Pons (* 22. Februar 1973 in Neuilly-sur-Seine) ist ein ehemaliger französischer Autorennfahrer.

## Karriere
Anthony Pons fuhr seine ersten Rennen im Championnat VdeV, einer Rennserie für kleine 2-Liter-Sportwagen, deren Gesamtwertung er 2011 gewann. 2012 sicherte er sich gemeinsam mit Raymond Narac und Nicolas Armindo die Gesamtwertung der LMGE-Klasse der European Le Mans Series.
Pons, der zweimal beim 24-Stunden-Rennen von Le Mans am Start war, ist seit 2015 in der Blancpain Endurance Series aktiv.

## Statistik

### Le-Mans-Ergebnisse
| Jahr | Team                    | Fahrzeug               | Teamkollege     | Teamkollege    | Platzierung | Ausfallgrund |
| ---- | ----------------------- | ---------------------- | --------------- | -------------- | ----------- | ------------ |
| 2012 | IMSA Performance Matmut | Porsche 997 GT3-RSR    | Nicolas Armindo | Raymond Narac  | Rang 21     |              |
| 2014 | Team Sofrev ASP         | Ferrari 458 Italia GT2 | Soheil Ayari    | Fabien Barthez | Rang 27     |              |